# Dragutin Topić
Dragutin Topić (serbisch-kyrillisch Драгутин Топић, * 12. März 1971 in Belgrad) ist ein serbischer Hochspringer, der 1990 mit einem Juniorenweltrekord und seinem Europameistertitel 1990 zur Weltklasse aufstieg. Der 1,95 m große und 73 kg schwere Topić begann seine Karriere als jugoslawischer Leichtathlet und blieb durch alle politischen Veränderungen seiner Heimat hindurch ein Athlet, der vordere Platzierungen bei internationalen Meisterschaften erreichen konnte.

## Karriere
Topić war als Schüler 1987/1988 ein Jahr an einer High School in Illinois, trainierte dort aber hauptsächlich Basketball. Nach seiner Rückkehr trainierte er verstärkt Sprungkraft und belegte 1989 bei den Junioreneuropameisterschaften den vierten Platz, seine Bestleistung stand Ende 1989 bei 2,23 m.
1990 wurde er in Plowdiw Juniorenweltmeister mit 2,37 m, dieser Juniorenweltrekord besteht auch noch im Jahr 2017. Drei Wochen später gewann Topić auch bei den Europameisterschaften in Split. Mit 2,34 m lag er gleichauf mit Alexei Jemelin aus der Sowjetunion und dem Bulgaren Georgi Dakow, siegte aber durch die geringere Anzahl von Fehlversuchen. Bei den Weltmeisterschaften 1991 in Tokio belegte er mit 2,28 m den neunten Platz.
Bei den Halleneuropameisterschaften 1992 in Genua gewann Topić mit 2,29 m Bronze gemeinsam mit dem Deutschen Ralf Sonn. Im Mai 1992 verhängte die UNO Sanktionen gegen Jugoslawien. Danach sollten zu internationalen Sportveranstaltungen keine Einladungen an Repräsentanten Jugoslawiens erfolgen. Für die Olympischen Spiele in Barcelona einigte man sich darauf, dass Jugoslawien nicht als Mannschaft teilnehmen dürfe, dass aber Sportler als unabhängige Olympiateilnehmer (Independent Olympic Participants, IOP) teilnehmen dürfen. In der Leichtathletik erreichten zwei Vertreter mit dem Kürzel IOP Endkampfplatzierungen: Topić wurde mit 2,28 m Achter, und Dragan Perić wurde Siebter im Kugelstoßen.
1993 verbesserte Topić den jugoslawischen Rekord auf 2,38 m, konnte sich aber bei den Weltmeisterschaften in Stuttgart nicht für das Finale qualifizieren. Im selben Jahr war er wegen der Einnahme von Stimulanzien für drei Monate gesperrt. Bei den Europameisterschaften 1994 in Helsinki wurde er mit 2,31 m Fünfter. 1995 siegte er bei der Universiade in Fukuoka und wurde Achter bei den Weltmeisterschaften in Göteborg mit 2,25 m.
1996 gewann Topić bei den Halleneuropameisterschaften in Stockholm mit 2,35 m. Bei den Olympischen Spielen in Atlanta wurde er mit 2,32 m Vierter. Fehlerfrei bis zu dieser Höhe wurde er neben Charles Austin und Artur Partyka auch vom Briten Steve Smith übertroffen, der wegen eines Fehlversuchs bei 2,25 m bis dahin hinter Topić gelegen hatte. 1997 gewann er bei den Hallenweltmeisterschaften in Paris mit 2,32 m Bronze hinter Olympiasieger Charles Austin und dem Griechen Lambros Papakostas. Bei den Europameisterschaften 1998 in Budapest sprang er 2,24 m und wurde Neunter.
Im Jahr darauf sprang er bei den Weltmeisterschaften 1999 in Sevilla 2,32 m und verpasste als Vierter Bronze nur wegen der höheren Anzahl der Fehlversuche gegenüber Martin Buß. Bei den Halleneuropameisterschaften 2000 in Gent sprangen drei Springer über 2,34 m. Wegen der Fehlversuchsregelung siegte Wjatscheslaw Woronin vor Buß und Topić. Bei den Olympischen Spielen in Sydney konnte er sich als 21. der Qualifikation nicht für das Finale empfehlen. Am 2. Februar 2001 wurde Topić bei einem Meeting in Wuppertal positiv auf Norandrosteron getestet und für zwei Jahre gesperrt. Er nutzte diese Zeit, um als Basketballer Geld zu verdienen.
Bei den Hallenweltmeisterschaften 2003 in Birmingham kehrte er zur internationalen Leichtathletik zurück. Mit 2,30 m verpasste er als Vierter nur wegen der Anzahl seiner Fehlversuche eine Medaille gegenüber dem Weißrussen Henads Maros. Bei den Olympischen Spielen 2004 in Athen stand er erneut im Finale und wurde mit 2,29 m Zehnter. Nach einem fünften Platz mit 2,30 m bei den Halleneuropameisterschaften 2005 in Madrid belegte er bei den Weltmeisterschaften in Helsinki mit 2,25 m den neunten Platz.
Danach konnte sich Topić im Freien für kein Finale mehr qualifizieren, er war Teilnehmer der Weltmeisterschaften 2007, der Olympischen Spiele 2008, der Weltmeisterschaften 2009, der Europameisterschaften 2012 und der Olympischen Spiele 2012. Bei den Hallenweltmeisterschaften 2008 und den Halleneuropameisterschaften 2009 schaffte er jedoch den Sprung in den Endkampf und wurde Sechster bzw. Achter. Er sprang aber auch im hohen Alter noch in der erweiterten Weltspitze, so dass er aktuell zwei Altersrekorde hält (2,31 m mit über 35 Jahren und 2,28 m mit über 40 Jahren).